# Ionuț Dan Ion
Ionuț Dan Ion (* 9. August 1981 in Giurgiu) ist ein rumänisch-kanadischer Profiboxer.

## Amateurkarriere
Ionuț Dan Ion gewann 1997 eine Bronzemedaille im Fliegengewicht bei den Kadetten-Europameisterschaften in Bitola und 2001 die Silbermedaille im Weltergewicht bei den Frankophonen Spielen in Ottawa. Zudem war er Teilnehmer der Juniorenweltmeisterschaften 1998 in Buenos Aires, der Junioren-Europameisterschaften 1999 in Rijeka, sowie der Weltmeisterschaften 2001 in Belfast und 2003 in Bangkok.

## Profikarriere
Ionuț Dan Ion wurde 2004 Profiboxer in Kanada, was vor ihm bereits rumänische Boxer wie Leonard Doroftei (1998) und Lucian Bute (2003) taten. Bis 2015 gewann er 34 von 36 Kämpfen und erhielt einige regionale Titel der Weltverbände WBA, WBC und IBF. Die meisten seiner Kämpfe bestritt er in Montreal. Seine beiden bis dahin einzigen Niederlagen erlitt er 2010 und 2011 jeweils in der Türkei gegen Selçuk Aydın. Seine bedeutendsten Erfolge waren zwei Siege gegen Kevin Bizier in den Jahren 2013 und 2014.
Am 28. März 2015 verlor er beim Kampf um den IBF-Weltmeistertitel im Weltergewicht gegen Kell Brook. Nach seinem folgenden Sieg gegen Rafał Jackiewicz im September 2015, stieg er erst im November 2016 wieder in den Ring und verlor dabei gegen Jarrett Hurd.

## Erfolge als Profiboxer
- 19. Oktober 2007; Nordamerikameister der NABA (WBA) im Halbweltergewicht (3 Titelverteidigungen)
- 19. Dezember 2008; Kontinental-amerikanischer Meister der WBC im Halbweltergewicht (2 Titelverteidigungen)
- 29. Juli 2011; Karibischer Meister der CABOFE (WBC) im Weltergewicht
- 29. Juli 2011; Interkontinentaler Meister der UBO im Weltergewicht
- 30. November 2013; Nordamerikameister der NABA (WBA) im Weltergewicht
- 30. November 2013; Interkontinentaler Meister der IBF im Weltergewicht

## Sonstiges
Ionuț Dan Ion ist verheiratet, Vater von zwei Kindern und besitzt seit 2015 die kanadische Staatsbürgerschaft.